# Departamento Capital (Mendoza)
Das Departamento Capital liegt im Zentrum der Provinz Mendoza im Westen Argentiniens und ist eine von 18 Verwaltungseinheiten der Provinz. 
Es grenzt im Norden und Westen an das Departamento Las Heras, im Osten an das Departamento Guaymallén und im Süden an das Departamento Godoy Cruz. 
Die Hauptstadt des Departamento Capital ist Mendoza, die gleichzeitig Provinzhauptstadt ist.

## Bevölkerung
Nach Schätzungen des INDEC stieg die Einwohnerzahl von 110.993 Einwohnern (2001) auf 122.551 Einwohner im Jahre 2005.

## Distrikte

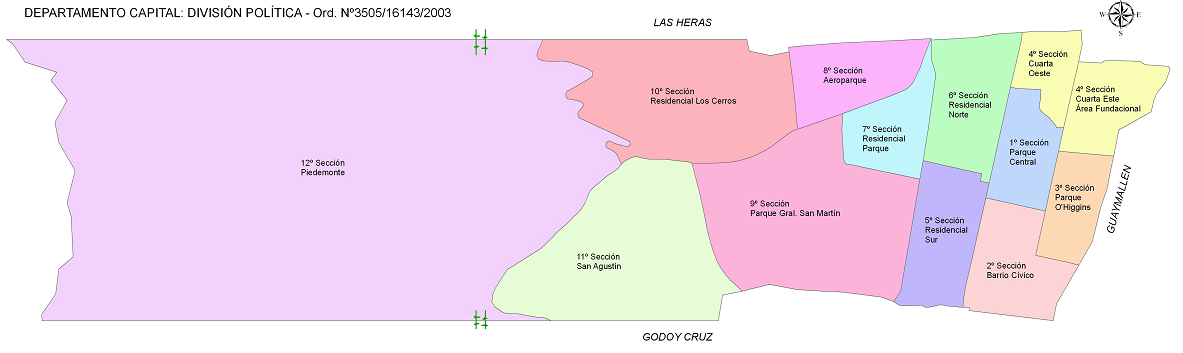
Die zwölf Sektionen des Departamento Capital

Das Departamento Capital ist in folgende Distrikte aufgeteilt:
- 1ª Sección
- 2ª Sección
- 3ª Sección
- 4ª Sección
- 5ª Sección
- 6ª Sección
- 7ª Sección
- 8ª Sección
- 9ª Sección
- 10ª Sección
- 11ª Sección
- 12ª Sección

## Sport
Mendozas renommiertester Fußballverein ist der Club Gimnasia y Esgrima de Mendoza.